# Bruce Ashmore
 (février 2024).
Bruce Ashmore, né en 1959 à Cambridge, en Angleterre, est un concepteur automobile britannique. Il invente de nombreuses voitures, en développe d'autres et remporte deux prix décernés par deux constructeurs de voitures de course différents, d'abord avec Lola Cars puis avec Reynard Motorsports,.